# ゴラン・バシリエビッチ
ゴラン・ヴァシリイェヴィッチ（セルビア語: Гopaн Bacилијeвић, ラテン文字転写: Goran Vasilijević、1965年8月27日 - ）は、セルビア（旧ユーゴスラビア）の元サッカー選手、サッカー指導者。ポジションはディフェンダー。
Jリーグ時代の登録名はバシリエビッチ。

## 概要
レッドスター・ベオグラードではミオドラグ・ベロデディチらと守備陣を組み、1991年にはUEFAチャンピオンズカップで優勝、同年のインターコンチネンタルカップでもスタメン出場し優勝、1993-94シーズンにはキャプテンを務めた。
1995年からジェフユナイテッド市原に加入、3月18日のジュビロ磐田戦で決勝ゴールを決めるJリーグデビューを飾った。リーグでは32試合4ゴールの成績を残した。

## 所属クラブ
- 1984年 - 1986年  FKゼムン
- 1986年 - 1988年  FKラドニチュキ・ニシュ
- 1988年 - 1994年  レッドスター・ベオグラード
- 1994年  PFCロコモティフ・ソフィア
- 1995年 - 1996年4月  ジェフユナイテッド市原
- 1996年 - 1997年  PFCロコモティフ・ソフィア
- 1997年  FKナプレダク・クルシェヴァツ
- 1998年  FKボラツ・チャチャク

## 個人成績
| 国内大会個人成績 | 国内大会個人成績 | 国内大会個人成績 | 国内大会個人成績 | 国内大会個人成績 | 国内大会個人成績 | 国内大会個人成績 | 国内大会個人成績 | 国内大会個人成績 | 国内大会個人成績 | 国内大会個人成績 | 国内大会個人成績 |
| 年度             | クラブ           | 背番号           | リーグ           | リーグ戦         | リーグ戦         | リーグ杯         | リーグ杯         | オープン杯       | オープン杯       | 期間通算         | 期間通算         |
| 年度             | クラブ           | 背番号           | リーグ           | 出場             | 得点             | 出場             | 得点             | 出場             | 得点             | 出場             | 得点             |
| 日本             | 日本             | 日本             | 日本             | リーグ戦         | リーグ戦         | リーグ杯         | リーグ杯         | 天皇杯           | 天皇杯           | 期間通算         | 期間通算         |
| ---------------- | ---------------- | ---------------- | ---------------- | ---------------- | ---------------- | ---------------- | ---------------- | ---------------- | ---------------- | ---------------- | ---------------- |
| 1995             | 市原             | -                | J                | 32               | 4                | -                | -                | 0                | 0                | 32               | 4                |
| 1996             | 市原             | -                | J                | 0                | 0                | 0                | 0                | 0                | 0                | 0                | 0                |
| 通算             | 日本             | 日本             | J                | 32               | 4                | 0                | 0                | 0                | 0                | 32               | 4                |
| 総通算           | 総通算           | 総通算           | 総通算           | 32               | 4                | 0                | 0                | 0                | 0                | 32               | 4                |

## タイトル

### レッドスター・ベオグラード
- ユーゴスラビア・プルヴァ・リーガ：1987-88, 1989-90, 1990-91, 1991-92
- ユーゴスラビアカップ：1989-90
- ユーゴスラビア / セルビア・モンテネグロカップ：1992-93
- UEFAチャンピオンズカップ：1990-91
- インターコンチネンタルカップ：1991